# 데비스양털쥐
데비스양털쥐(Mallomys aroaensis)는 쥐과에 속하는 설치류의 일종이다. 파푸아뉴기니에서만 발견된다.

## 특징
꼬리 길이 295~420mm를 제외한 몸길이가 292~410mm인 대형 설치류로 발 길이는 64.4~76mm이고 귀 길이는 25~33mm이다. 몸무게는 최대 1.71kg이다.

## 생태
땅 특히 노두 주변에 굴을 파서 산다. 먹이를 구할 때는 나무에 오르기도 한다. 식물 잎과 싹을 먹는다. 암컷은 한 번에 한 마리의 새끼를 낳는다. 1월에 임신한 암컷이 관찰된다.

## 분포 및 서식지
뉴기니섬 센트랄산맥과 후온반도에서 널리 발견된다. 해발 1,100~2,700m의 습윤 열대림과 척박지, 재생림, 휴경지에서 서식한다.

## 아종
2종의 아종이 알려져 있다.
- M. a. aroaensis - 뉴기니섬 센트랄산맥
- M. a. hercules (Thomas , 1912) - 뉴기니섬 동부의 휴온반도